# Ethelhelm

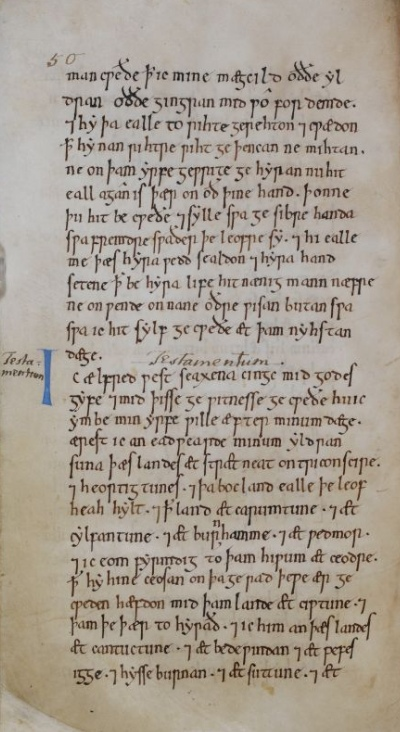
Testamento de Alfredo "el Grande" (Libro de Vida del Nuevo Monasterio)

Ethelhelm, Æthelhelm o Æþelhelm (Æðelhelm en anglosajón) (fl. años 880) fue el mayor de los dos hijos conocidos de Etelredo I, rey de Wessex entre 865 y 871. Su madre posiblemente era Wulfrida.
Los hijos de Etelredo eran demasiado jóvenes para convertirse en rey cuando su padre murió en 871 por lo que el trono pasó a su tío, Alfredo. El único registro seguro de Ethelhelm lo hace uno de los beneficiarios en el testamento de Alfredo a mediados de la década de 880, y se especula que murió poco después.
Algunos historiadores lo identifican con un personaje homónimo, que sirvió como «ealdorman» de Wiltshire y posible padre de Elfleda, segunda esposa del rey Eduardo «el Viejo». Sin embargo, Barbara Yorke rechaza esta idea argumentando que no parece haber sido una práctica de los «Atheling» (príncipes de la dinastía real que eran elegibles para convertirse en rey) convertirse en «ealdorman», y una donación de Alfredo al «ealdorman» Ethelhelm no hace ninguna referencia a un parentesco entre ellos, y que la oposición al matrimonio entre el rey Edwy «el Bello» y Elgiva, su prima de tercer grado indica que una matrimonio entre Eduardo y una prima de primer grado habría sido prohibido por incestuosa.
A la muerte de Alfredo «el Grande», su hermano menor Aethelwold disputa la sucesión sin embargo, muere en batalla.
El historiador Ethelward (m. c. 998) decía ser descendiente del rey Etelredo y, por lo tanto, posiblemente era un descendiente de Ethelhelm. Algunos genealogistas han sugerido que los Godwin eran descendientes de Etelredo a través de Ethelhel, pero casi todos los historiadores descartan esta idea.